# Atletismo nos Jogos Olímpicos de Verão da Juventude de 2014
As competições de atletismo nos Jogos Olímpicos de Verão da Juventude de 2014 foram realizados no Centro Olímpico de Desportos de Nanquim em Nanquim, China, nos dias 20 e 26 de agosto de 2014.

## Calendário
| Agosto    | 14 Qui | 15 Sex | 16 Sáb | 17 Dom | 18 Seg | 19 Ter | 20 Qua | 21 Qui | 22 Sex | 23 Sáb | 24 Dom | 25 Seg | 26 Ter | 27 Qua | 28 Qui | Eventos |
| --------- | ------ | ------ | ------ | ------ | ------ | ------ | ------ | ------ | ------ | ------ | ------ | ------ | ------ | ------ | ------ | ------- |
| Atletismo |        |        |        |        |        |        | ●      | ●      | ●      | 13     | 12     | 11     | 1      |        |        | 37      |

|  | Dia de competição |  | Dia de final |

## Qualificação
Cada Comité Olímpico Nacional (CON) pode participar com 18 atletas de cada sexo e um por evento. Como país-sede, a China pode ter a sua quota-parte em cada sexo, sendo que 136 lugares (68 de cada gênero) são reservadas para wildcards. As restantes 540 vagas serão divididas entre eventos individuais e serão decididas por um evento de qualificação continental em cada continente, com exceção das Américas que realizaram três. A quantidade de lugares para cada continente foi decidida através dos Campeonatos Mundiais Juvenis de Atletismo de 2011 e 2013.
Para poderem participar nas Olimpíadas da Juventude, os atletas devem ter nascido entre 1 de Janeiro de 1997 e 31 de Dezembro de 1998.

### Cronologia da qualificação
| Evento | Local          | Data                            |
| --- | -------------- | ------------------------------- |
| Campeonato Mundiais Juvenis de Atletismo                                                                   | Lille          | 6 a 10 de Julho de 2011         |
| Campeonato Mundiai Juvenis de Atletismo de 2013                                                            | Donetsk        | 10 a 14 de Julho de 2013        |
| Qualificatória da Oceania para as Olimpíadas da Juventude de 2014                                          | Sydney         | 12 a 16 de Março de 2014        |
| Encontro de Qualificação da NANAC e estados não membros da CARIFTA para as Olimpíadas da Juventude de 2014 | Miramar        | 4 e 5 de Abril de 2014          |
| Jogos CARIFTA 2014                                                                                         | Fort-de-France | 19 a 21 de Abril de 2014        |
| Trials da CONSUDATLE para as Olimpíadas da Juventude de 2014                                               | Cali           | 17 e 18 de Maio de 2014         |
| Encontro de Qualificação Asiática para as Olimpíadas da Juventude de 2014                                  | Banguecoque    | 21 e 22 de Maio de 2014         |
| Jogos Africanos da Juventude de 2014                                                                       | Gaborone       | 28 a 31 de Maio de 2014         |
| Trials Europeus para as Olimpíadas da Juventude de 2014                                                    | Baku           | 30 de Maio a 1 de Junho de 2014 |

### Distribuição de vagas

#### Masculino
| Evento                | África | Américas | Ásia | Europa | Oceania | Total |
| --------------------- | ------ | -------- | ---- | ------ | ------- | ----- |
| 100 m                 | 1      | 7        | 3    | 2      | 2       | 15    |
| 200 m                 | 1      | 9        | 2    | 2      | 1       | 15    |
| 400 m                 | 3      | 7        | 2    | 2      | 1       | 15    |
| 800 m                 | 9      | 1        | 1    | 3      | 1       | 15    |
| 1.500 m               | 9      | 2        | 1    | 2      | 1       | 15    |
| 3.000 m               | 11     | 1        | 1    | 1      | 1       | 15    |
| 110 m barreiras       | 2      | 6        | 4    | 2      | 1       | 15    |
| 400 m barreiras       | 2      | 6        | 5    | 1      | 1       | 15    |
| 2.000 m obstáculos    | 10     | 1        | 2    | 1      | 1       | 15    |
| Salto em altura       | 1      | 4        | 4    | 5      | 1       | 15    |
| Salto com vara        | 1      | 3        | 2    | 8      | 1       | 15    |
| Salto em distância    | 1      | 3        | 4    | 6      | 1       | 15    |
| Salto Triplo          | 1      | 4        | 2    | 7      | 1       | 15    |
| Arremesso de peso     | 1      | 3        | 1    | 9      | 1       | 15    |
| Lançamento de disco   | 2      | 4        | 2    | 6      | 1       | 15    |
| Lançamento de martelo | 2      | 1        | 1    | 10     | 1       | 15    |
| Lançamento de dardo   | 2      | 1        | 1    | 10     | 1       | 15    |
| 10.000 m marcha       | 1      | 4        | 4    | 5      | 1       | 15    |
| Total                 | 60     | 67       | 42   | 82     | 19      | 270   |

#### Feminino
| Evento                | África | Américas | Ásia | Europa | Oceânia | Total |
| --------------------- | ------ | -------- | ---- | ------ | ------- | ----- |
| 100 m                 | 1      | 8        | 1    | 4      | 1       | 15    |
| 200 m                 | 1      | 5        | 1    | 7      | 1       | 15    |
| 400 m                 | 1      | 8        | 2    | 3      | 1       | 15    |
| 800 m                 | 3      | 3        | 1    | 7      | 1       | 15    |
| 1.500 m               | 8      | 2        | 1    | 3      | 1       | 15    |
| 3. 000 m              | 8      | 1        | 3    | 2      | 1       | 15    |
| 100 m barreiras       | 1      | 8        | 1    | 4      | 1       | 15    |
| 400 m barreiras       | 2      | 6        | 1    | 5      | 1       | 15    |
| 2.000 m obstáculos    | 9      | 2        | 1    | 2      | 1       | 15    |
| Salto em altura       | 2      | 2        | 1    | 8      | 2       | 15    |
| Salto com vara        | 1      | 2        | 1    | 8      | 3       | 15    |
| Salto em distância    | 1      | 5        | 1    | 7      | 1       | 15    |
| Salto Triplo          | 1      | 2        | 2    | 9      | 1       | 15    |
| Arremesso de peso     | 1      | 2        | 2    | 9      | 1       | 15    |
| Lançamento de Disco   | 1      | 2        | 4    | 5      | 3       | 15    |
| Lançamento de martelo | 1      | 1        | 1    | 11     | 1       | 15    |
| Lançamento de dardo   | 1      | 4        | 1    | 7      | 2       | 15    |
| 5.000 m marcha        | 1      | 1        | 5    | 7      | 1       | 15    |
| Total                 | 44     | 64       | 30   | 108    | 24      | 270   |

## Calendário
O calendário foi publicado pelo Comité Organizador dos Jogos Olímpicos da Juventude de Nanquim.  Na tabela abaixo, a letra M indica os eventos matinais (a partir das 09:00 locais), T indica os da tarde (com início às 16:00 locais) e a letra N indica as provas nocturas (começam às 18:30 locais).
| Q | Pré-eliminatórias | H | Eliminatórias | F | Final |

| Data →                          | 4ª 20/08    | 5ª 21/08    | 6ª 22/08    | Sáb. 23/08 | Sáb. 23/08 | Dom. 24/08 | Dom. 24/08 | 2ª 25/08    | 2ª 25/08    | 3ª 26/08   | 3ª 26/08   |
| Prova ↓                         | N           | N           | N           | M          | N          | M          | N          | M           | E           | T          | T          |
| ------------------------------- | ----------- | ----------- | ----------- | ---------- | ---------- | ---------- | ---------- | ----------- | ----------- | ---------- | ---------- |
| 100 m Masculino                 |             | E           |             |            | F          |            |            |             |             |            |            |
| 200 m Masculino                 |             |             | E           |            |            |            | F          |             |             |            |            |
| 400 m Masculino                 | E           |             |             | F          |            |            |            |             |             |            |            |
| 800 m Masculino                 |             |             | E           |            |            |            |            |             | F           |            |            |
| 1.500 m Masculino               |             | E           |             |            |            | F          |            |             |             |            |            |
| 3.000 m Masculino               | E           |             |             |            |            |            | F          |             |             |            |            |
| 110 m barreiras Masculino       | E           |             |             |            | F          |            |            |             |             |            |            |
| 400 m barreiras Masculino       |             |             | E           |            |            |            |            | F           |             |            |            |
| 2.000 obstáculos Masculino      |             | E           |             |            |            |            |            |             | F           |            |            |
| 10 km Marcha Masculino          |             |             |             |            |            |            | F          |             |             |            |            |
| Salto em distância Masculino    |             | PE          |             |            |            | F          |            |             |             |            |            |
| Salto Triplo Masculino          |             |             | PE          |            |            |            |            |             | F           |            |            |
| Salto em altura Masculino       | PE          |             |             |            | F          |            |            |             |             |            |            |
| Salto com Vara Masculino        |             |             | PE          |            |            |            |            |             | F           |            |            |
| Arremesso de peso Masculino     |             | PE          |             |            |            |            | F          |             |             |            |            |
| Lançamento de disco Masculino   | PE          |             |             |            | F          |            |            |             |             |            |            |
| Lançamento de dardo Masculino   |             |             | PE          |            |            |            |            |             | F           |            |            |
| Lançamento de martelo Masculino |             | PE          |             |            |            |            | F          |             |             |            |            |
| Data →                          | 4ª F. 20/08 | 5ª F. 21/08 | 6ª F. 22/08 | Sáb. 23/08 | Sáb. 23/08 | Dom. 24/08 | Dom. 24/08 | 2ª F. 25/08 | 2ª F. 25/08 | 3ª F 26/08 | 3ª F 26/08 |
| Prova ↓                         | N           | N           | N           | M          | N          | M          | N          | M           | N           | T          | T          |
| 100 m Feminino                  | E           |             |             | F          |            |            |            |             |             |            |            |
| 200 m Feminino                  |             |             | E           |            |            | F          |            |             |             |            |            |
| 400 m Feminino                  | E           |             |             |            | F          |            |            |             |             |            |            |
| 800 m Feminino                  | E           |             |             |            | F          |            |            |             |             |            |            |
| 1.500 m Feminino                |             |             | E           |            |            |            |            | F           |             |            |            |
| 3.000 m Feminino                | E           |             |             |            |            |            | F          |             |             |            |            |
| 100 m barreiras Feminino        | E           |             |             | F          |            |            |            |             |             |            |            |
| 400 m barreiras Feminino        |             |             | E           |            |            |            |            |             | F           |            |            |
| 2.000 m obstáculos Feminino     |             | E           |             |            |            |            |            |             | F           |            |            |
| 5 km marcha Feminino            |             |             |             |            | F          |            |            |             |             |            |            |
| Salto em distância Feminino     | PE          |             |             |            | F          |            |            |             |             |            |            |
| Salto Triplo Feminino           |             |             | PE          |            |            |            |            | F           |             |            |            |
| Salto em altura Feminino        |             | PE          |             |            |            |            | F          |             |             |            |            |
| Salto com Vara Feminino         | PE          |             |             |            | F          |            |            |             |             |            |            |
| Arremesso de peso Feminino      |             | PE          |             |            |            |            | F          |             |             |            |            |
| Lançamento de disco Feminino    | PE          |             |             |            | F          |            |            |             |             |            |            |
| Lançamento de Dardo Feminino    |             |             | PE          |            |            |            |            |             | F           |            |            |
| Lançamento de martelo Feminino  |             | PE          |             |            |            |            | F          |             |             |            |            |
| Revezamento 8x100 m Misto       |             |             |             |            |            |            |            |             |             | E          | F          |

## Nações participantes
165 nações participaram no atletismo com pelo menos um atleta. Originalmente, seriam 166 nações, mas a Nigéria, que qualificou sete atletas, foi forçada a abandonar os Jogos Olímpicos da Juventude antes da cerimônia de abertura devido ao surto de ébola.
| \| - AFG Afeganistão (1) - RSA África do Sul (7) - ALB Albânia (2) - GER Alemanha (13) - KSA Arábia Saudita (2) - ALG Argélia (12) - ANG Angola (1) - ANT Antígua e Barbuda (2) - ARG Argentina (3) - ARU Aruba (1) - AUS Austrália (20) - AUT Áustria (3) - AZE Azerbaijão (3) - BAH Bahamas (8) - BRN Bahrein (5) - BAR Barbados (5) - BEL Bélgica (4) - BIZ Belize (1) - BEN Benim (2) - BER Bermudas (3) - BLR Bielorrússia (7) - BOL Bolívia (1) - BIH Bósnia e Herzegovina (1) - BOT Botsuana (5) - BRA Brasil (17) - BRU Brunei (2) - BUL Bulgária (1) - BUR Burquina Fasso (2) - BDI Burundi (5) - BHU Butão (1) - CAM Camboja (1) - CMR Camarões (1) - CAN Canadá (10) - QAT Catar (1) - KAZ Cazaquistão (6) - CPV Cabo Verde (1) - CAY Ilhas Cayman (2) - CHA Chade (2) - CHI Chile (2) - CHN China (9) - CYP Chipre (2) - COL Colômbia (11) - COM Comores (3) - CGO Congo (1) - KOR Coreia do Sul (8) - CIV Costa do Marfim (1) - CRO Croácia (1) - DEN Dinamarca (3) - DJI Djibuti (3) - DMA Dominica (2) - EGY Egito (11) - ECU Equador (4) - UAE Emirados Árabes Unidos (1) - SVK Eslováquia (3) - SLO Eslovênia (4) - ERI Eritreia (1) \| - ESP Espanha (12) - USA Estados Unidos (17) - EST Estônia (5) - ETH Etiópia (15) - FIJ Fiji (2) - PHI Filipinas (1) - FRA França (18) - GAB Gabão (2) - GAM Gâmbia (2) - GHA Gana (2) - GEO Geórgia (4) - GRE Grécia (6) - GRN Granada (2) - GUY Guiana (1) - GUI Guiné (2) - GBS Guiné-Bissau (2) - GEQ Guiné Equatorial (1) - HAI Haiti (2) - HUN Hungria (10) - YEM Iêmen (1) - MHL Ilhas Marshall (1) - SOL Ilhas Salomão (1) - IVB Ilhas Virgens Britânicas (6) - ISV Ilhas Virgens Americanas (1) - IND Índia (5) - INA Indonésia (1) - IRI Irã (3) - IRQ Iraque (2) - IRL Irlanda (5) - ISR Israel (2) - ITA Itália (18) - JAM Jamaica (15) - JPN Japão (13) - KIR Kiribati (2) - KUW Kuwait (2) - LAO Laos (2) - LAT Letônia (4) - LES Lesoto (5) - LIB Líbano (1) - LBR Libéria (1) - LBA Líbia (1) - LTU Lituânia (3) - LUX Luxemburgo (1) - MAD Madagascar (1) - MAW Malawi (4) - MDV Maldivas (1) - MLI Mali (2) - MAS Malásia (3) - MTN Mauritânia (2) - MRI Maurício (1) - MEX México (7) - FSM Estados Federados da Micronésia (1) - MDA Moldávia (2) - MAR Marrocos (7) - MYA Mianmar (1) - MOZ Moçambique (1) \| - MNE Montenegro (1) - NAM Namíbia (1) - NRU Nauru (1) - NEP Nepal (1) - NCA Nicarágua (1) - NIG Níger (1) - OMA Omã (1) - PLW Palau (1) - PLE Palestina (2) - PAN Panamá (3) - PNG Papua-Nova Guiné (1) - PAR Paraguai (1) - PER Peru (5) - POL Polônia (16) - PUR Porto Rico (6) - POR Portugal (2) - KEN Quênia (11) - CZE Chéquia (6) - CAF República Centro-Africana (2) - COD República Democrática do Congo (2) - DOM República Dominicana (2) - ROU Romênia (10) - RUS Rússia (9) - RWA Ruanda (4) - LCA Santa Lúcia (2) - SKN São Cristóvão e Neves (2) - VIN São Vicente e Granadinas (1) - SAM Samoa (2) - ASA Samoa Americana (1) - STP São Tomé e Príncipe (1) - SEN Senegal (1) - SRB Sérvia (2) - SIN Singapura (1) - SYR Síria (2) - SOM Somália (2) - SRI Sri Lanka (1) - SUD Sudão (5) - SUR Suriname (2) - SUI Suíça (4) - THA Tailândia (7) - TPE Taipé Chinês (14) - TJK Tajiquistão (1) - TAN Tanzânia (2) - TLS Timor-Leste (2) - TRI Trinidad e Tobago (5) - TUN Tunísia (6) - TUR Turquia (9) - TUV Tuvalu (1) - UKR Ucrânia (14) - UGA Uganda (3) - URU Uruguai (1) - VAN Vanuatu (1) - VEN Venezuela (8) - ZAM Zâmbia (4) - ZIM Zimbabwe (3) \| | | |
| - AFG Afeganistão (1) - RSA África do Sul (7) - ALB Albânia (2) - GER Alemanha (13) - KSA Arábia Saudita (2) - ALG Argélia (12) - ANG Angola (1) - ANT Antígua e Barbuda (2) - ARG Argentina (3) - ARU Aruba (1) - AUS Austrália (20) - AUT Áustria (3) - AZE Azerbaijão (3) - BAH Bahamas (8) - BRN Bahrein (5) - BAR Barbados (5) - BEL Bélgica (4) - BIZ Belize (1) - BEN Benim (2) - BER Bermudas (3) - BLR Bielorrússia (7) - BOL Bolívia (1) - BIH Bósnia e Herzegovina (1) - BOT Botsuana (5) - BRA Brasil (17) - BRU Brunei (2) - BUL Bulgária (1) - BUR Burquina Fasso (2) - BDI Burundi (5) - BHU Butão (1) - CAM Camboja (1) - CMR Camarões (1) - CAN Canadá (10) - QAT Catar (1) - KAZ Cazaquistão (6) - CPV Cabo Verde (1) - CAY Ilhas Cayman (2) - CHA Chade (2) - CHI Chile (2) - CHN China (9) - CYP Chipre (2) - COL Colômbia (11) - COM Comores (3) - CGO Congo (1) - KOR Coreia do Sul (8) - CIV Costa do Marfim (1) - CRO Croácia (1) - DEN Dinamarca (3) - DJI Djibuti (3) - DMA Dominica (2) - EGY Egito (11) - ECU Equador (4) - UAE Emirados Árabes Unidos (1) - SVK Eslováquia (3) - SLO Eslovênia (4) - ERI Eritreia (1) | - ESP Espanha (12) - USA Estados Unidos (17) - EST Estônia (5) - ETH Etiópia (15) - FIJ Fiji (2) - PHI Filipinas (1) - FRA França (18) - GAB Gabão (2) - GAM Gâmbia (2) - GHA Gana (2) - GEO Geórgia (4) - GRE Grécia (6) - GRN Granada (2) - GUY Guiana (1) - GUI Guiné (2) - GBS Guiné-Bissau (2) - GEQ Guiné Equatorial (1) - HAI Haiti (2) - HUN Hungria (10) - YEM Iêmen (1) - MHL Ilhas Marshall (1) - SOL Ilhas Salomão (1) - IVB Ilhas Virgens Britânicas (6) - ISV Ilhas Virgens Americanas (1) - IND Índia (5) - INA Indonésia (1) - IRI Irã (3) - IRQ Iraque (2) - IRL Irlanda (5) - ISR Israel (2) - ITA Itália (18) - JAM Jamaica (15) - JPN Japão (13) - KIR Kiribati (2) - KUW Kuwait (2) - LAO Laos (2) - LAT Letônia (4) - LES Lesoto (5) - LIB Líbano (1) - LBR Libéria (1) - LBA Líbia (1) - LTU Lituânia (3) - LUX Luxemburgo (1) - MAD Madagascar (1) - MAW Malawi (4) - MDV Maldivas (1) - MLI Mali (2) - MAS Malásia (3) - MTN Mauritânia (2) - MRI Maurício (1) - MEX México (7) - FSM Estados Federados da Micronésia (1) - MDA Moldávia (2) - MAR Marrocos (7) - MYA Mianmar (1) - MOZ Moçambique (1) | - MNE Montenegro (1) - NAM Namíbia (1) - NRU Nauru (1) - NEP Nepal (1) - NCA Nicarágua (1) - NIG Níger (1) - OMA Omã (1) - PLW Palau (1) - PLE Palestina (2) - PAN Panamá (3) - PNG Papua-Nova Guiné (1) - PAR Paraguai (1) - PER Peru (5) - POL Polônia (16) - PUR Porto Rico (6) - POR Portugal (2) - KEN Quênia (11) - CZE Chéquia (6) - CAF República Centro-Africana (2) - COD República Democrática do Congo (2) - DOM República Dominicana (2) - ROU Romênia (10) - RUS Rússia (9) - RWA Ruanda (4) - LCA Santa Lúcia (2) - SKN São Cristóvão e Neves (2) - VIN São Vicente e Granadinas (1) - SAM Samoa (2) - ASA Samoa Americana (1) - STP São Tomé e Príncipe (1) - SEN Senegal (1) - SRB Sérvia (2) - SIN Singapura (1) - SYR Síria (2) - SOM Somália (2) - SRI Sri Lanka (1) - SUD Sudão (5) - SUR Suriname (2) - SUI Suíça (4) - THA Tailândia (7) - TPE Taipé Chinês (14) - TJK Tajiquistão (1) - TAN Tanzânia (2) - TLS Timor-Leste (2) - TRI Trinidad e Tobago (5) - TUN Tunísia (6) - TUR Turquia (9) - TUV Tuvalu (1) - UKR Ucrânia (14) - UGA Uganda (3) - URU Uruguai (1) - VAN Vanuatu (1) - VEN Venezuela (8) - ZAM Zâmbia (4) - ZIM Zimbabwe (3) |

## Medalhistas
Masculino
| Evento                          | Ouro                              | Ouro     | Prata                            | Prata    | Bronze                             | Bronze   |
| ------------------------------- | --------------------------------- | -------- | -------------------------------- | -------- | ---------------------------------- | -------- |
| 100 m detalhes                  | Sydney Siame ZAM Zâmbia           | 10.56    | Kenta Oshima JPN Japão           | 10.57    | Trae Williams AUS Austrália        | 10.60    |
| 200 m detalhes                  | Noah Lyles USA Estados Unidos     | 20.80    | Baboloki Thebe BOT Botsuana      | 21.20    | Yang Chun-Han TPE Taipé Chinês     | 21.31    |
| 400 m detalhes                  | Martin Manley JAM Jamaica         | 46.31    | Karabo Sibanda BOT Botsuana      | 46.76    | Henry Delauze BAH Bahamas          | 46.91    |
| 800 m detalhes                  | Myles Marshall USA Estados Unidos | 1:49.14  | Geofrey Balimumiti UGA Uganda    | 1:49.37  | Bacha Mulata ETH Etiópia           | 1:49.73  |
| 1.500 m detalhes                | Gilbert Soet KEN Quênia           | 3:41.99  | Mulugeta Uma ETH Etiópia         | 3:45.08  | Mohamed Ismail Ibrahim DJI Djibuti | 3:45.72  |
| 3.000 m detalhes                | Yomif Kejelcha ETH Etiópia        | 7:56.20  | Thierry Ndikumwenayo BDI Burundi | 8:06.05  | Moses Koech KEN Quênia             | 8:06.33  |
| 110 m com barreiras detalhes    | Jaheel Hyde JAM Jamaica           | 12.96    | Henrik Hannemann GER Alemanha    | 13.40    | Kim Gyeongtae KOR Coreia do Sul    | 13.43    |
| 400 m com barreiras detalhes    | Xu Zhihang CHN China              | 50.61    | Mohamed Fares Jlassi TUN Tunísia | 50.61    | Victor Coroller FRA França         | 51.19    |
| 2.000 m com obstáculos detalhes | Wogene Sidamo ETH Etiópia         | 5:38.42  | Amos Kirui KEN Quênia            | 5:40.29  | Hicham Chemlal MAR Marrocos        | 5:40.94  |
| 10 km marcha atlética detalhes  | Minoru Onogawa JPN Japão          | 42:03.64 | Vladislav Saraikin RUS Rússia    | 42:10.95 | Noel Alí Chama MEX México          | 42:14.11 |
| Salto em altura detalhes        | Danil Lysenko RUS Rússia          | 2.20     | Yuji Hiramatsu JPN Japão         | 2.14     | Shemaiah James AUS Austrália       | 2.14     |
| Salto com vara detalhes         | Noel-Aman del Cerro ESP Espanha   | 5.10     | Vladimir Shcherbakov RUS Rússia  | 5.05     | Muntadher Abdulwahid IRQ Iraque    | 5.05     |
| Salto em comprimento detalhes   | Anatoliy Ryapolov RUS Rússia      | 7.54     | Obrien Wasome JAM Jamaica        | 7.44     | Zhong Peifeng CHN China            | 7.37     |
| Salto triplo detalhes           | Miguel van Assen SUR Suriname     | 16.15    | Tobia Bocchi ITA Itália          | 16.01    | Nazim Babayev AZE Azerbaijão       | 15.96    |
| Arremesso de peso detalhes      | Konrad Bukowiecki POL Polônia     | 23.17    | Andrei Toader ROU Romênia        | 21.00    | Merten Howe GER Alemanha           | 20.13    |
| Lançamento de disco detalhes    | Cheng Yulong CHN China            | 64.14    | Clemens Prufer GER Alemanha      | 63.52    | Ruslan Valitov UKR Ucrânia         | 57.48    |
| Lançamento de martelo detalhes  | Hlib Piskunov UKR Ucrânia         | 82.65    | Bence Halász HUN Hungria         | 81.90    | Ahmed Youssef EGY Egito            | 78.59    |
| Lançamento de dardo detalhes    | Lukas Moutarde FRA França         | 74.48    | Alexandru Novac ROU Romênia      | 73.98    | Márk Schmölcz HUN Hungria          | 72.40    |

Feminino
| Evento                          | Ouro                               | Ouro     | Prata                             | Prata    | Bronze                              | Bronze     |
| ------------------------------- | ---------------------------------- | -------- | --------------------------------- | -------- | ----------------------------------- | ---------- |
| 100 m detalhes                  | Liang Xiaojing CHN China           | 11.65    | Paraskevi Andreou CYP Chipre      | 11.71    | Samantha Geddes AUS Austrália       | 11.76      |
| 200 m detalhes                  | Natalliah Whyte JAM Jamaica        | 23.55    | Dzhois Koba UKR Ucrânia           | 23.94    | Brandee Johnson USA Estados Unidos  | 24.28      |
| 400 m detalhes                  | Jessica Thornton AUS Austrália     | 52.50    | Salwa Naser BRN Bahrein           | 52.74    | Meleni Rodney GRN Granada           | 53.33      |
| 800 m detalhes                  | Martha Bissah GHA Gana             | 2:04.90  | Hawi Alemu Negeri ETH Etiópia     | 2:06.01  | Mareen Kalis GER Alemanha           | 2:06.03    |
| 1.500 m detalhes                | Kokeb Tesfaye Alemu ETH Etiópia    | 4:15.38  | Winfred Mbithe KEN Quênia         | 4:17.91  | Dalila Gosa BRN Bahrein             | 4:18.36    |
| 3.000 m detalhes                | Nozomi Musembi Takamatsu JPN Japão | 9:01.58  | Alina Reh GER Alemanha            | 9:05.07  | Berhan Demiesa Asgedom ETH Etiópia  | 9:06.10    |
| 110 m com barreiras detalhes    | Laura Valette FRA França           | 13.34    | Elvira Herman BLR Bielorrússia    | 13.38    | Chloë Beaucarne BEL Bélgica         | 13.61      |
| 400 m com barreiras detalhes    | Gezelle Magerman RSA África do Sul | 57.91    | Michaela Peskova SVK Eslováquia   | 58.26    | Anne Sofie Kirkegaard DEN Dinamarca | 58.60      |
| 2.000 m com obstáculos detalhes | Rosefline Chepngetich KEN Quênia   | 6:22.67  | Zewdenish Teklemaream ETH Etiópia | 6:26.02  | Lili Anna Toth HUN Hungria          | 6:31.92 PB |
| 5 km marcha atlética detalhes   | Ma Zhenxia CHN China               | 22:22.08 | Valeria Ortuño MEX México         | 23:19.27 | Noemi Stella ITA Itália             | 23:38.10   |
| Salto em altura detalhes        | Yuliya Levchenko UKR Ucrânia       | 1.89     | Nawal Meniker FRA França          | 1.87     | Michaela Hruba CZE Chéquia          | 1.85       |
| Salto com vara detalhes         | Angelica Moser SUI Suíça           | 4.36     | Robeilys Peinado VEN Venezuela    | 4.10     | Leda Kroselj SLO Eslovênia          | 3.90       |
| Salto em comprimento detalhes   | Yelyzaveta Baby UKR Ucrânia        | 6.26     | Beatrice Fiorese ITA Itália       | 6.21     | Rhesa Foster USA Estados Unidos     | 6.17       |
| Salto triplo detalhes           | Yanis David FRA França             | 13.33    | Tay-Leiha Clark AUS Austrália     | 13.06    | Eszter Bajnok HUN Hungria           | 13.01      |
| Arremesso de peso detalhes      | Alena Bugakova RUS Rússia          | 18.95    | Maria Orozco Castro MEX México    | 17.55    | Anika Nehls GER Alemanha            | 17.31      |
| Lançamento de disco detalhes    | Sun Kangping CHN China             | 52.79    | Al'Ona Byelyakova UKR Ucrânia     | 51.64    | Lara Kempka GER Alemanha            | 50.70      |
| Lançamento de martelo detalhes  | Xu Xinying CHN China               | 68.35    | Alex Hulley AUS Austrália         | 68.35    | Zsofia Matild Bacskay HUN Hungria   | 67.35      |
| Lançamento de dardo detalhes    | Hanna Tarasiuk BLR Bielorrússia    | 59.52    | Fabienne Schonig GER Alemanha     | 53.68    | Nagisa Mori JPN Japão               | 52.27      |

Misto
| Evento                       | Ouro | Ouro    | Prata | Prata   | Bronze | Bronze  |
| ---------------------------- | --- | ------- | --- | ------- | --- | ------- |
| Revezamento 8x100 m detalhes | Equipe 034 IOC Equipes internacionais Merten Howe GER Alemanha Daou Bacar Aboubacar COM Comores Trae Williams AUS Austrália Witthawat Thumcha THA Tailândia Maria Simancas VEN Venezuela Tatiana Blagoveshchenskaia RUS Rússia Lakeisha Ashley Warner IVB Ilhas Virgens Britânicas Ioana Teodora Gheorghe ROU Romênia | 1:40.20 | Equipe 038 IOC Equipes internacionais Ekaterina Alekseeva RUS Rússia Oleksandr Malosilov UKR Ucrânia Rachel Pace AUS Austrália Mohamed Saad BRN Bahrein Chinne Okoronkwo USA Estados Unidos Amedee Manirakiza BDI Burundi Coralie Gassama FRA França Sydney Siame ZAM Zâmbia | 1:41.39 | Equipe 017 IOC Equipes internacionais Sam Geddes AUS Austrália Michaela Hruba CZE Chéquia Noel-Aman Del Cerro Vilalta ESP Espanha Martin Nicolas Castanares Mariano URU Uruguai Wogene Sebisibe Sidamo ETH Etiópia Hussain Shahudhaan Fahumee MDV Maldivas Dhakirina Fatima COM Comores Salwa Naser BRN Bahrein | 1:43.60 |

## Quadro de medalhas
País sede destacado.
| Ordem | País                       | Medalha de ouro | Medalha de prata | Medalha de bronze |     |
| ----- | -------------------------- | --------------- | ---------------- | ----------------- | --- |
| 1     | CHN China                  | 6               |                  | 1                 | 7   |
| 2     | ETH Etiópia                | 3               | 3                | 2                 | 8   |
| 3     | UKR Ucrânia                | 3               | 2                | 1                 | 6   |
| 4     | RUS Rússia                 | 3               | 2                |                   | 5   |
| 5     | FRA França                 | 3               | 1                | 1                 | 5   |
| 6     | JAM Jamaica                | 3               | 1                |                   | 4   |
| 7     | JPN Japão                  | 2               | 2                | 1                 | 5   |
|       | KEN Quênia                 | 2               | 2                | 1                 | 5   |
| 9     | USA Estados Unidos         | 2               |                  | 2                 | 4   |
| 10    | AUS Austrália              | 1               | 2                | 3                 | 6   |
| 11    | IOC Equipes internacionais | 1               | 1                | 1                 | 3   |
| 12    | BLR Bielorrússia           | 1               | 1                |                   | 2   |
| 13    | GHA Gana                   | 1               |                  |                   | 1   |
|       | POL Polônia                | 1               |                  |                   | 1   |
|       | RSA África do Sul          | 1               |                  |                   | 1   |
|       | ESP Espanha                | 1               |                  |                   | 1   |
|       | SUI Suíça                  | 1               |                  |                   | 1   |
|       | SUR Suriname               | 1               |                  |                   | 1   |
|       | ZAM Zâmbia                 | 1               |                  |                   | 1   |
| 20    | GER Alemanha               |                 | 4                | 4                 | 8   |
| 21    | ITA Itália                 |                 | 2                | 1                 | 3   |
|       | MEX México                 |                 | 2                | 1                 | 3   |
| 23    | BOT Botsuana               |                 | 2                |                   | 2   |
|       | ROU Romênia                |                 | 2                |                   | 2   |
| 25    | HUN Hungria                |                 | 1                | 4                 | 5   |
| 26    | BRN Bahrein                |                 | 1                | 1                 | 2   |
| 27    | BDI Burundi                |                 | 1                |                   | 1   |
|       | CYP Chipre                 |                 | 1                |                   | 1   |
|       | SVK Eslováquia             |                 | 1                |                   | 1   |
|       | TUN Tunísia                |                 | 1                |                   | 1   |
|       | UGA Uganda                 |                 | 1                |                   | 1   |
|       | VEN Venezuela              |                 | 1                |                   | 1   |
| 33    | AZE Azerbaijão             |                 |                  | 1                 | 1   |
|       | BAH Bahamas                |                 |                  | 1                 | 1   |
|       | BEL Bélgica                |                 |                  | 1                 | 1   |
|       | CZE Chéquia                |                 |                  | 1                 | 1   |
|       | DEN Dinamarca              |                 |                  | 1                 | 1   |
|       | DJI Djibuti                |                 |                  | 1                 | 1   |
|       | EGY Egito                  |                 |                  | 1                 | 1   |
|       | GRN Granada                |                 |                  | 1                 | 1   |
|       | IRQ Iraque                 |                 |                  | 1                 | 1   |
|       | KOR Coreia do Sul          |                 |                  | 1                 | 1   |
|       | MAR Marrocos               |                 |                  | 1                 | 1   |
|       | SLO Eslovênia              |                 |                  | 1                 | 1   |
|       | TPE Taipé Chinês           |                 |                  | 1                 | 1   |
| TOTAL | TOTAL                      | 37              | 37               | 37                | 111 |